# Championnat d'Europe masculin de rink hockey des moins de 20 ans 1986
Navigation
Championnat d'Europe masculin -20 ans 1985 Championnat d'Europe masculin -20 ans 1987
Le Championnat d'Europe de rink hockey masculin des moins de 20 ans 1986 est la 25e édition de la compétition organisée par le Comité européen de rink hockey et réunissant les meilleures nations européennes des moins de 20 ans. Cette édition a lieu à Anadia, en Portugal.
L'équipe d'Italie des moins de 20 ans remporte sa 5e couronne européenne de rink hockey.

## Participants
Huit équipes prennent part à cette compétition.
- Italie
- Portugal
- Espagne
- Suisse
- Allemagne
- Pays-Bas
- France
- Angleterre

## Résultats
Chaque équipe se rencontre une fois.
| Rang | Équipe     | Pts | J | G | N | P | Bp | Bc | Diff |  | Résultats  |  |     |     |      |     |     |     |      |
| ---- | ---------- | --- | - | - | - | - | -- | -- | ---- |  | ---------- |  | --- | --- | ---- | --- | --- | --- | ---- |
| 1    | Italie     | 14  | 7 | 7 | 0 | 0 | 61 | 10 | +51  |  | Italie     |  | 3-2 | 4-2 | 10-2 | 6-1 | 9-1 | 8-2 | 21-0 |
| 2    | Portugal   | 11  | 7 | 5 | 1 | 1 | 42 | 16 | +26  |  | Portugal   |  |     | 5-5 | 8-4  | 3-1 | 4-1 | 9-1 | 11-1 |
| 3    | Espagne    | 11  | 7 | 5 | 1 | 1 | 31 | 15 | +16  |  | Espagne    |  |     |     | 3-1  | 3-2 | 1-0 | 5-1 | 12-2 |
| 4    | Suisse     | 7   | 7 | 3 | 1 | 3 | 27 | 29 | -2   |  | Suisse     |  |     |     |      | 2-1 | 3-3 | 5-2 | 10-2 |
| 5    | Allemagne  | 6   | 7 | 3 | 0 | 4 | 21 | 21 | 0    |  | Allemagne  |  |     |     |      |     | 3-1 | 5-2 | 8-4  |
| 6    | Pays-Bas   | 5   | 7 | 2 | 1 | 4 | 13 | 23 | -10  |  | Pays-Bas   |  |     |     |      |     |     | 3-2 | 4-1  |
| 7    | France     | 2   | 7 | 1 | 0 | 6 | 15 | 37 | -22  |  | France     |  |     |     |      |     |     |     | 5-2  |
| 8    | Angleterre | 0   | 7 | 0 | 0 | 7 | 12 | 71 | -59  |  | Angleterre |  |     |     |      |     |     |     |      |